# Torneo Apertura 2025 de Segunda División de Costa Rica
El Torneo Apertura 2025 será la edición 98.ª del campeonato de liga de la Segunda División del fútbol costarricense, que da inicio a la temporada 2025-26.
Como novedades, se destaca que a partir del Apertura 2025, Santa Ana F.C. retorna como participante de la Liga de Ascenso para esta temporada tras perder la categoría en la Primera División al terminar de último en la tabla acumulada.  El conjunto santaneño vuelve a la Liga de Ascenso tras 1 año en la máxima categoría desde su ascenso en la temporada 2023-2024.
Para esta Temporada se jugará con 16 equipos ya que el Comité de Licencias de la Federación Costarricense de Fútbol, le negó las licencias correspondientes a los clubes Limón Black Star y ADM Turrialba por incumplimiento de reglas y anomalías administrativas. Por lo que ambos clubes no podrán jugar en esta liga.
El equipo de Pitbulls de Santa Bárbara, es el nuevo inquilino de la Liga de Ascenso para la Temporada 2025-2026, tras ser campeón de la Segunda B de LINAFA.
El equipo de PFA Antioquia fue adquirido por el equipo nicaragüense del Real Estelí Fútbol Club y ahora cambió su sede a Santa Cruz de Guanacaste y ahora pasará a llamarse Santa Cruz PFA

## Sistema de competición
El torneo del Liga de Ascenso, está conformado en dos partes:
- Fase de clasificación: Se integra por las 18 jornadas del torneo.
- Fase final: Se integra por los partidos de cuartos de final, semifinal y final.

### Fase de clasificación
En la fase de clasificación se observará el sistema de puntos. La ubicación en la tabla general está sujeta a lo siguiente:
- Por juego ganado se obtendrán tres puntos.
- Por juego empatado se obtendrá un punto.
- Por juego perdido no se otorgan puntos.

En esta fase participan los 18 clubes de la Liga de Ascenso jugando en el torneo 18 jornadas respectivas, a visita recíproca según el grupo que pertenece.
El orden de los clubes al final de la fase de calificación del torneo corresponderá a la suma de los puntos obtenidos por cada uno de ellos y se presentará en forma descendente. Si al finalizar las 18 jornadas del torneo, dos o más clubes estuviesen empatados en puntos, su posición en la tabla general será determinada atendiendo a los siguientes criterios de desempate:
1. Mayor diferencia positiva general de goles. Este resultado se obtiene mediante la sumatoria de los goles anotados a todos los rivales, en cada campeonato menos los goles recibidos de estos.
2. Mayor cantidad de goles a favor, anotados a todos los rivales dentro de la misma competencia.
3. Mejor puntuación particular que hayan conseguido en las confrontaciones particulares entre ellos mismos.
4. Mayor diferencia positiva particular de goles, la cual se obtiene sumando los goles de los equipos empatados y restándole los goles recibidos.
5. Mayor cantidad de goles a favor que hayan conseguido en las confrontaciones entre ellos mismos.
6. Como última alternativa, el comité de competición realizaría un sorteo para el desempate.

### Fase final
Los ocho clubes calificados para esta fase del torneo serán reubicados de acuerdo con el lugar que ocupen en la tabla al término de la jornada 18, con los puestos del número uno hasta el cuatro de cada grupo. Los partidos a esta fase se desarrollarán a visita recíproca, en las siguientes etapas:
- Cuartos de final
- Semifinales
- Final

Los clubes vencedores en los partidos de cuartos de final y semifinal serán aquellos que en los dos juegos anoten el mayor número de goles. El club vencedor de la final y por lo tanto campeón, será aquel que en los dos partidos anote el mayor número de goles. Para todas las series, si al término del tiempo reglamentario el partido está empatado, se agregarán dos tiempos extras de 15 minutos cada uno. De persistir el empate en estos periodos, se procederá a lanzar tiros penales hasta que resulte un vencedor.
Los partidos de cuartos de final se jugarán de la siguiente manera:

## Equipos participantes

### Equipos por provincia
Para la temporada 2025-26, la provincia con más equipos en la Segunda División es Alajuela  con seis.
| Uruguay Carmelita Jicaral Consultants Grecia Palmares Sarchí Aserrí Inter de San Carlos Upala F.C Escorpiones Pitbulls Cariari Santa Ana Quepos Santa Cruz PFA |

| Provincia  | N.º | Equipos                                                                  |
| ---------- | --- | ------------------------------------------------------------------------ |
| San José   | 4   | Aserrí, Fútbol Consultants, Uruguay y Santa Ana F.C.                     |
| Puntarenas | 2   | Jicaral y Quepos Cambute                                                 |
| Alajuela   | 6   | Carmelita, COFUTPA, Sarchí, Inter de San Carlos, Grecia, Deportivo Upala |
| Limón      | 1   | Cariari                                                                  |
| Heredia    | 2   | Escorpiones y Pitbulls Santa Bárbara                                     |
| Guanacaste | 1   | Santa Cruz PFA                                                           |

### Ascensos y descensos
| Pos. | Descendido de 1.ª División |
| ---- | -------------------------- |
| 12.º | Santa Ana                  |

| Pos. | Ascendido a 1.ª División |
| ---- | ------------------------ |
| 1.º  | Guadalupe F.C.           |

| Pos. | Ascendido a 2.ª División  |
| ---- | ------------------------- |
| 1.º  | Pitbulls de Santa Bárbara |

### Información de los equipos
| Equipo                    | Ciudad         | Entrenador           | Fundación      | Estadio                 | Aforo | Transmisión |
| ------------------------- | -------------- | -------------------- | -------------- | ----------------------- | ----- | ----------- |
| Aserrí                    | Aserrí         | José Araya           | 1940 (85 años) | Arabelo Fallas          | 1 050 |             |
| AD Sarchí                 | Sarchí         | Júnior Díaz          | 2021 (4 años)  | Eliécer Pérez           | 2 500 |             |
| Cariari                   | Cariari        | Jimmy Núñez          | 1972 (53 años) | Bernardo Veach          | 1 200 |             |
| Carmelita                 | Alajuela       | Silvio Arango        | 1948 (76 años) | Rafael Bolaños          | 2 400 |             |
| Cofutpa                   | Palmares       | Rodolfo Rodríguez    | 2012 (13 años) | "Palmareño" Solís       | 4 000 |             |
| Consultants               | Desamparados   | Luis Fernando Fallas | 2017 (8 años)  | Ernesto Rohrmoser       | 4 500 |             |
| Deportivo Upala           | Upala          | Geovanny Torres      | 2015 (10 años) | Edgardo Baltodano       | 6 000 |             |
| Escorpiones               | Belén          | Cristian Salomón     | 2021 (4 años)  | Polideportivo de Belén  | 1 000 |             |
| Grecia                    | Grecia         | Óscar Rojas          | 1998 (27 años) | Ernesto Rohrmoser       | 3 000 |             |
| Inter de San Carlos       | Ciudad Quesada | Alexander Vargas     | 2021 (4 años)  | Estadio de Pital        | 2 000 |             |
| Jicaral                   | Jicaral        | Alberto Moraga       | 2007 (18 años) | Asoc. Cívica Jicaraleña | 1 500 |             |
| Pitbulls de Santa Bárbara | Santa Bárbara  | Bryan Sánchez        | 2024 (1 años)  | Carlos Alvarado         | 5 000 |             |
| Quepos Cambute            | Quepos         | Isaac Espinoza       | 1996 (29 años) | Finca Damas             | 1 000 |             |
| Santa Ana                 | Santa Ana      | Cristian Oviedo      | 1993 (32 años) | Piedades                | 2 500 |             |
| Santa Cruz PFA            | Santa Cruz     | Henry Duarte         | 2025 (0 años)  | Cacique Diria           | 1 500 |             |
| Uruguay                   | San Isidro     | Ricardo Arguedas     | 1936 (89 años) | "Coyella" Fonseca       | 2 500 |             |

## Fase de clasificación

### Tabla de posiciones

#### Grupo A
| Pos. | Equipo                | Pts. | PJ | G | E | P | GF | GC | Dif. | Clasificación    |
| ---- | --------------------- | ---- | -- | - | - | - | -- | -- | ---- | ---------------- |
| 1    | Deportivo Upala F. C. | 3    | 1  | 1 | 0 | 0 | 4  | 1  | +3   | Cuartos de final |
| 2    | Jicaral               | 3    | 1  | 1 | 0 | 0 | 2  | 0  | +2   | Cuartos de final |
| 3    | A. D. COFUTPA         | 3    | 1  | 1 | 0 | 0 | 2  | 0  | +2   | Cuartos de final |
| 4    | Inter de San Carlos   | 1    | 1  | 0 | 1 | 0 | 1  | 1  | 0    | Cuartos de final |
| 5    | Quepos Cambute        | 1    | 1  | 0 | 1 | 0 | 1  | 1  | 0    |                  |
| 6    | Santa Cruz PFA        | 0    | 1  | 0 | 0 | 1 | 0  | 2  | −2   |                  |
| 7    | A. D. Sarchí          | 0    | 1  | 0 | 0 | 1 | 0  | 2  | −2   |                  |
| 8    | Municipal Grecia      | 0    | 1  | 0 | 0 | 1 | 1  | 4  | −3   |                  |
| 9    | ADM Turrialba         | 0    | 0  | 0 | 0 | 0 | 0  | 0  | 0    | Último lugar     |

Actualizado a los partidos jugados el fecha desconocida.
 Fuente: Liga de Ascenso
Notas:
1. ↑  El equipo de ADM Turrialba se le negó la licencia por parte del Comité de Licencias de la Fedefut pero se mantiene en el grupo pero no se le programarán partidos hasta que se ratifique el estado de la licencia.[5]

#### Grupo B
| Pos. | Equipo                    | Pts. | PJ | G | E | P | GF | GC | Dif. | Clasificación    |
| ---- | ------------------------- | ---- | -- | - | - | - | -- | -- | ---- | ---------------- |
| 1    | Pitbulls Santa Bárbara    | 3    | 1  | 1 | 0 | 0 | 2  | 0  | +2   | Cuartos de final |
| 2    | Fútbol Consultants        | 3    | 1  | 1 | 0 | 0 | 2  | 1  | +1   | Cuartos de final |
| 3    | Santa Ana F.C.            | 1    | 1  | 0 | 1 | 0 | 1  | 1  | 0    | Cuartos de final |
| 4    | Escorpiones de Belén      | 1    | 1  | 0 | 1 | 0 | 1  | 1  | 0    | Cuartos de final |
| 5    | A. D. Carmelita           | 0    | 0  | 0 | 0 | 0 | 0  | 0  | 0    |                  |
| 6    | A. D. Cariari             | 0    | 0  | 0 | 0 | 0 | 0  | 0  | 0    |                  |
| 7    | C. S. Uruguay de Coronado | 0    | 1  | 0 | 0 | 1 | 1  | 2  | −1   |                  |
| 8    | Aserrí F. C.              | 0    | 1  | 0 | 0 | 1 | 0  | 2  | −2   |                  |
| 9    | Limón Black Star          | 0    | 0  | 0 | 0 | 0 | 0  | 0  | 0    | Último lugar     |

Actualizado a los partidos jugados el fecha desconocida.
 Fuente: Liga de Ascenso
Notas:
1. ↑  El equipo de Limón Black Star se le negó la licencia por parte del Comité de Licencias de la Fedefut pero se mantiene en el grupo pero no se le programarán partidos hasta que se ratifique el estado de la licencia.[5]

### Evolución de la clasificación
| Grupo A                   |   |  |  |  |  |  |  |  |  |  |  |  |  |  |  |  |
| Deportivo Upala F.C.      | 1 |  |  |  |  |  |  |  |  |  |  |  |  |  |  |  |
| Jicaral                   | 2 |  |  |  |  |  |  |  |  |  |  |  |  |  |  |  |
| A. D. COFUTPA             | 3 |  |  |  |  |  |  |  |  |  |  |  |  |  |  |  |
| Inter de San Carlos       | 4 |  |  |  |  |  |  |  |  |  |  |  |  |  |  |  |
| Quepos Cambute            | 5 |  |  |  |  |  |  |  |  |  |  |  |  |  |  |  |
| Santa Cruz PFA            | 6 |  |  |  |  |  |  |  |  |  |  |  |  |  |  |  |
| A. D. Sarchí              | 7 |  |  |  |  |  |  |  |  |  |  |  |  |  |  |  |
| Municipal Grecia          | 8 |  |  |  |  |  |  |  |  |  |  |  |  |  |  |  |
| Grupo B                   |   |  |  |  |  |  |  |  |  |  |  |  |  |  |  |  |
| Pitbulls Santa Bárbara    | 1 |  |  |  |  |  |  |  |  |  |  |  |  |  |  |  |
| Fútbol Consultants        | 2 |  |  |  |  |  |  |  |  |  |  |  |  |  |  |  |
| Santa Ana F.C.            | 3 |  |  |  |  |  |  |  |  |  |  |  |  |  |  |  |
| Escorpiones de Belén      | 4 |  |  |  |  |  |  |  |  |  |  |  |  |  |  |  |
| A. D. Carmelita           | 5 |  |  |  |  |  |  |  |  |  |  |  |  |  |  |  |
| A. D. Cariari             | 6 |  |  |  |  |  |  |  |  |  |  |  |  |  |  |  |
| C. S. Uruguay de Coronado | 7 |  |  |  |  |  |  |  |  |  |  |  |  |  |  |  |
| Aserrí F. C.              | 8 |  |  |  |  |  |  |  |  |  |  |  |  |  |  |  |

(*) Tienen juegos pendientes

## Resultados
- Los horarios corresponden al tiempo de Costa Rica (UTC-6).

| Jornada 1                      | Jornada 1 | Jornada 1             | Jornada 1               | Jornada 1    | Jornada 1 | Jornada 1   | Jornada 1 |
| Local                          | Resultado | Visitante             | Estadio                 | Fecha        | Hora      | Transmisión |           |
| Grupo A                        | Grupo A   | Grupo A               | Grupo A                 | Grupo A      | Grupo A   | Grupo A     | Grupo A   |
| ------------------------------ | --------- | --------------------- | ----------------------- | ------------ | --------- | ----------- | --------- |
| Inter de San Carlos            | 1 - 1     | Quepos Cambute        | Pital                   | 16 de agosto | 11:00     |             |           |
| Jicaral                        | 2 - 0     | Santa Cruz PFA        | Asoc. Cívica Jicaraleña | 17 de agosto | 11:00     |             |           |
| A. D. COFUTPA                  | 2 - 0     | A. D. Sarchí          | "Palmareño" Solís       | 17 de agosto | 14:00     |             |           |
| Municipal Grecia               | 1 - 4     | Deportivo Upala F. C. | Ernesto Rohrmoser       | 18 de agosto | 20:00     |             |           |
| Equipo libre: ADM Turrialba(*) |           |                       |                         |              |           |             |           |
| Grupo B                        |           |                       |                         |              |           |             |           |
| C. S. Uruguay de Coronado      | 1 - 2     | Fútbol Consultants    | "Coyella" Fonseca       | 16 de agosto | 13:00     |             |           |
| Escorpiones de Belén           | 1 - 1     | Santa Ana F.C.        | Polideportivo de Belén  | 16 de agosto | 15:00     |             |           |
| Pitbulls Santa Bárbara         | 2 - 0     | Aserrí F. C.          | Carlos Alvarado         | 18 de agosto | 19:00     |             |           |
| A. D. Cariari                  | S/R       | Limón Black Star(*)   | No Programado           | NSJ          |           |             |           |
| Equipo libre: A. D. Carmelita  |           |                       |                         |              |           |             |           |
| Total de goles:18              |           |                       |                         |              |           |             |           |

| Jornada 2                       | Jornada 2 | Jornada 2                 | Jornada 2         | Jornada 2    | Jornada 2 | Jornada 2   | Jornada 2 |
| Local                           | Resultado | Visitante                 | Estadio           | Fecha        | Hora      | Transmisión |           |
| Grupo A                         | Grupo A   | Grupo A                   | Grupo A           | Grupo A      | Grupo A   | Grupo A     | Grupo A   |
| ------------------------------- | --------- | ------------------------- | ----------------- | ------------ | --------- | ----------- | --------- |
| A. D. Sarchí                    |           | Inter de San Carlos       | Eliécer Pérez     | 24 de agosto | Hora      |             |           |
| Santa Cruz PFA                  |           | Municipal Grecia          | Cacique Diriá     | 24 de agosto | Hora      |             |           |
| Deportivo Upala F. C.           |           | A. D. COFUTPA             | Edgardo Baltodano | 24 de agosto | Hora      |             |           |
| ADM Turrialba(*)                | S/R       | Jicaral                   | No Programado     | NSJ          |           |             |           |
| Equipo libre:Quepos Cambute     |           |                           |                   |              |           |             |           |
| Grupo B                         |           |                           |                   |              |           |             |           |
| Aserrí F. C.                    |           | C. S. Uruguay de Coronado | Arabelo Fallas    | 24 de agosto | Hora      |             |           |
| Santa Ana F.C.                  |           | A. D. Cariari             | Piedades          | 24 de agosto | Hora      |             |           |
| A. D. Carmelita                 |           | Escorpiones de Belén      | Rafael Bolaños    | 24 de agosto | Hora      |             |           |
| Limón Black Star(*)             | S/R       | Pitbulls Santa Bárbara    | No Programado     | NSJ          |           |             |           |
| Equipo libre:Fútbol Consultants |           |                           |                   |              |           |             |           |
| Total de goles:                 |           |                           |                   |              |           |             |           |

| Jornada 3       | Jornada 3 | Jornada 3 | Jornada 3 | Jornada 3    | Jornada 3 | Jornada 3   | Jornada 3 |
| Local           | Resultado | Visitante | Estadio   | Fecha        | Hora      | Transmisión |           |
| Grupo A         | Grupo A   | Grupo A   | Grupo A   | Grupo A      | Grupo A   | Grupo A     | Grupo A   |
| --------------- | --------- | --------- | --------- | ------------ | --------- | ----------- | --------- |
| ?               |           | ?         | Estadio   | 24 de agosto | Hora      |             |           |
| ?               |           | ?         | Estadio   | 24 de agosto | Hora      |             |           |
| ?               |           | ?         | Estadio   | 24 de agosto | Hora      |             |           |
| ?               |           | ?         | Estadio   | 24 de agosto | Hora      |             |           |
| Equipo libre:   |           |           |           |              |           |             |           |
| Grupo B         |           |           |           |              |           |             |           |
| ?               |           | ?         | Estadio   | 24 de agosto | Hora      |             |           |
| ?               |           | ?         | Estadio   | 24 de agosto | Hora      |             |           |
| ?               |           | ?         | Estadio   | 24 de agosto | Hora      |             |           |
| ?               |           | ?         | Estadio   | 24 de agosto | Hora      |             |           |
| Equipo libre:   |           |           |           |              |           |             |           |
| Total de goles: |           |           |           |              |           |             |           |

| Jornada 4       | Jornada 4 | Jornada 4 | Jornada 4 | Jornada 4    | Jornada 4 | Jornada 4   | Jornada 4 |
| Local           | Resultado | Visitante | Estadio   | Fecha        | Hora      | Transmisión |           |
| Grupo A         | Grupo A   | Grupo A   | Grupo A   | Grupo A      | Grupo A   | Grupo A     | Grupo A   |
| --------------- | --------- | --------- | --------- | ------------ | --------- | ----------- | --------- |
| ?               |           | ?         | Estadio   | 31 de agosto | Hora      |             |           |
| ?               |           | ?         | Estadio   | 31 de agosto | Hora      |             |           |
| ?               |           | ?         | Estadio   | 31 de agosto | Hora      |             |           |
| ?               |           | ?         | Estadio   | 31 de agosto | Hora      |             |           |
| Equipo libre:   |           |           |           |              |           |             |           |
| Grupo B         |           |           |           |              |           |             |           |
| ?               |           | ?         | Estadio   | 31 de agosto | Hora      |             |           |
| ?               |           | ?         | Estadio   | 31 de agosto | Hora      |             |           |
| ?               |           | ?         | Estadio   | 31 de agosto | Hora      |             |           |
| ?               |           | ?         | Estadio   | 31 de agosto | Hora      |             |           |
| Equipo libre:   |           |           |           |              |           |             |           |
| Total de goles: |           |           |           |              |           |             |           |

| Jornada 5       | Jornada 5 | Jornada 5 | Jornada 5 | Jornada 5      | Jornada 5 | Jornada 5   | Jornada 5 |
| Local           | Resultado | Visitante | Estadio   | Fecha          | Hora      | Transmisión |           |
| Grupo A         | Grupo A   | Grupo A   | Grupo A   | Grupo A        | Grupo A   | Grupo A     | Grupo A   |
| --------------- | --------- | --------- | --------- | -------------- | --------- | ----------- | --------- |
| ?               |           | ?         | Estadio   | 3 de setiembre | Hora      |             |           |
| ?               |           | ?         | Estadio   | 3 de setiembre | Hora      |             |           |
| ?               |           | ?         | Estadio   | 3 de setiembre | Hora      |             |           |
| ?               |           | ?         | Estadio   | 3 de setiembre | Hora      |             |           |
| Equipo libre:   |           |           |           |                |           |             |           |
| Grupo B         |           |           |           |                |           |             |           |
| ?               |           | ?         | Estadio   | 3 de setiembre | Hora      |             |           |
| ?               |           | ?         | Estadio   | 3 de setiembre | Hora      |             |           |
| ?               |           | ?         | Estadio   | 3 de setiembre | Hora      |             |           |
| ?               |           | ?         | Estadio   | 3 de setiembre | Hora      |             |           |
| Equipo libre:   |           |           |           |                |           |             |           |
| Total de goles: |           |           |           |                |           |             |           |

| Jornada 6       | Jornada 6 | Jornada 6 | Jornada 6 | Jornada 6      | Jornada 6 | Jornada 6   | Jornada 6 |
| Local           | Resultado | Visitante | Estadio   | Fecha          | Hora      | Transmisión |           |
| Grupo A         | Grupo A   | Grupo A   | Grupo A   | Grupo A        | Grupo A   | Grupo A     | Grupo A   |
| --------------- | --------- | --------- | --------- | -------------- | --------- | ----------- | --------- |
| ?               |           | ?         | Estadio   | 7 de setiembre | Hora      |             |           |
| ?               |           | ?         | Estadio   | 7 de setiembre | Hora      |             |           |
| ?               |           | ?         | Estadio   | 7 de setiembre | Hora      |             |           |
| ?               |           | ?         | Estadio   | 7 de setiembre | Hora      |             |           |
| Equipo libre:   |           |           |           |                |           |             |           |
| Grupo B         |           |           |           |                |           |             |           |
| ?               |           | ?         | Estadio   | 7 de setiembre | Hora      |             |           |
| ?               |           | ?         | Estadio   | 7 de setiembre | Hora      |             |           |
| ?               |           | ?         | Estadio   | 7 de setiembre | Hora      |             |           |
| ?               |           | ?         | Estadio   | 7 de setiembre | Hora      |             |           |
| Equipo libre:   |           |           |           |                |           |             |           |
| Total de goles: |           |           |           |                |           |             |           |

| Jornada 5       | Jornada 5 | Jornada 5 | Jornada 5 | Jornada 5       | Jornada 5 | Jornada 5   | Jornada 5 |
| Local           | Resultado | Visitante | Estadio   | Fecha           | Hora      | Transmisión |           |
| Grupo A         | Grupo A   | Grupo A   | Grupo A   | Grupo A         | Grupo A   | Grupo A     | Grupo A   |
| --------------- | --------- | --------- | --------- | --------------- | --------- | ----------- | --------- |
| ?               |           | ?         | Estadio   | 14 de setiembre | Hora      |             |           |
| ?               |           | ?         | Estadio   | 14 de setiembre | Hora      |             |           |
| ?               |           | ?         | Estadio   | 14 de setiembre | Hora      |             |           |
| ?               |           | ?         | Estadio   | 14 de setiembre | Hora      |             |           |
| Equipo libre:   |           |           |           |                 |           |             |           |
| Grupo B         |           |           |           |                 |           |             |           |
| ?               |           | ?         | Estadio   | 14 de setiembre | Hora      |             |           |
| ?               |           | ?         | Estadio   | 14 de setiembre | Hora      |             |           |
| ?               |           | ?         | Estadio   | 14 de setiembre | Hora      |             |           |
| ?               |           | ?         | Estadio   | 14 de setiembre | Hora      |             |           |
| Equipo libre:   |           |           |           |                 |           |             |           |
| Total de goles: |           |           |           |                 |           |             |           |

| Jornada 7       | Jornada 7 | Jornada 7 | Jornada 7 | Jornada 7       | Jornada 7 | Jornada 7   | Jornada 7 |
| Local           | Resultado | Visitante | Estadio   | Fecha           | Hora      | Transmisión |           |
| Grupo A         | Grupo A   | Grupo A   | Grupo A   | Grupo A         | Grupo A   | Grupo A     | Grupo A   |
| --------------- | --------- | --------- | --------- | --------------- | --------- | ----------- | --------- |
| ?               |           | ?         | Estadio   | 21 de setiembre | Hora      |             |           |
| ?               |           | ?         | Estadio   | 21 de setiembre | Hora      |             |           |
| ?               |           | ?         | Estadio   | 21 de setiembre | Hora      |             |           |
| ?               |           | ?         | Estadio   | 21 de setiembre | Hora      |             |           |
| Equipo libre:   |           |           |           |                 |           |             |           |
| Grupo B         |           |           |           |                 |           |             |           |
| ?               |           | ?         | Estadio   | 21 de setiembre | Hora      |             |           |
| ?               |           | ?         | Estadio   | 21 de setiembre | Hora      |             |           |
| ?               |           | ?         | Estadio   | 21 de setiembre | Hora      |             |           |
| ?               |           | ?         | Estadio   | 21 de setiembre | Hora      |             |           |
| Equipo libre:   |           |           |           |                 |           |             |           |
| Total de goles: |           |           |           |                 |           |             |           |

| Jornada 8       | Jornada 8 | Jornada 8 | Jornada 8 | Jornada 8       | Jornada 8 | Jornada 8   | Jornada 8 |
| Local           | Resultado | Visitante | Estadio   | Fecha           | Hora      | Transmisión |           |
| Grupo A         | Grupo A   | Grupo A   | Grupo A   | Grupo A         | Grupo A   | Grupo A     | Grupo A   |
| --------------- | --------- | --------- | --------- | --------------- | --------- | ----------- | --------- |
| ?               |           | ?         | Estadio   | 24 de setiembre | Hora      |             |           |
| ?               |           | ?         | Estadio   | 24 de setiembre | Hora      |             |           |
| ?               |           | ?         | Estadio   | 24 de setiembre | Hora      |             |           |
| ?               |           | ?         | Estadio   | 24 de setiembre | Hora      |             |           |
| Equipo libre:   |           |           |           |                 |           |             |           |
| Grupo B         |           |           |           |                 |           |             |           |
| ?               |           | ?         | Estadio   | 24 de setiembre | Hora      |             |           |
| ?               |           | ?         | Estadio   | 24 de setiembre | Hora      |             |           |
| ?               |           | ?         | Estadio   | 24 de setiembre | Hora      |             |           |
| ?               |           | ?         | Estadio   | 24 de setiembre | Hora      |             |           |
| Equipo libre:   |           |           |           |                 |           |             |           |
| Total de goles: |           |           |           |                 |           |             |           |

| Jornada 9       | Jornada 9 | Jornada 9 | Jornada 9 | Jornada 9       | Jornada 9 | Jornada 9   | Jornada 9 |
| Local           | Resultado | Visitante | Estadio   | Fecha           | Hora      | Transmisión |           |
| Grupo A         | Grupo A   | Grupo A   | Grupo A   | Grupo A         | Grupo A   | Grupo A     | Grupo A   |
| --------------- | --------- | --------- | --------- | --------------- | --------- | ----------- | --------- |
| ?               |           | ?         | Estadio   | 28 de setiembre | Hora      |             |           |
| ?               |           | ?         | Estadio   | 28 de setiembre | Hora      |             |           |
| ?               |           | ?         | Estadio   | 28 de setiembre | Hora      |             |           |
| ?               |           | ?         | Estadio   | 28 de setiembre | Hora      |             |           |
| Equipo libre:   |           |           |           |                 |           |             |           |
| Grupo B         |           |           |           |                 |           |             |           |
| ?               |           | ?         | Estadio   | 28 de setiembre | Hora      |             |           |
| ?               |           | ?         | Estadio   | 28 de setiembre | Hora      |             |           |
| ?               |           | ?         | Estadio   | 28 de setiembre | Hora      |             |           |
| ?               |           | ?         | Estadio   | 28 de setiembre | Hora      |             |           |
| Equipo libre:   |           |           |           |                 |           |             |           |
| Total de goles: |           |           |           |                 |           |             |           |

| Jornada 10      | Jornada 10 | Jornada 10 | Jornada 10 | Jornada 10   | Jornada 10 | Jornada 10  | Jornada 10 |
| Local           | Resultado  | Visitante  | Estadio    | Fecha        | Hora       | Transmisión |            |
| Grupo A         | Grupo A    | Grupo A    | Grupo A    | Grupo A      | Grupo A    | Grupo A     | Grupo A    |
| --------------- | ---------- | ---------- | ---------- | ------------ | ---------- | ----------- | ---------- |
| ?               |            | ?          | Estadio    | 5 de octubre | Hora       |             |            |
| ?               |            | ?          | Estadio    | 5 de octubre | Hora       |             |            |
| ?               |            | ?          | Estadio    | 5 de octubre | Hora       |             |            |
| ?               |            | ?          | Estadio    | 5 de octubre | Hora       |             |            |
| Equipo libre:   |            |            |            |              |            |             |            |
| Grupo B         |            |            |            |              |            |             |            |
| ?               |            | ?          | Estadio    | 5 de octubre | Hora       |             |            |
| ?               |            | ?          | Estadio    | 5 de octubre | Hora       |             |            |
| ?               |            | ?          | Estadio    | 5 de octubre | Hora       |             |            |
| ?               |            | ?          | Estadio    | 5 de octubre | Hora       |             |            |
| Equipo libre:   |            |            |            |              |            |             |            |
| Total de goles: |            |            |            |              |            |             |            |

| Jornada 11      | Jornada 11 | Jornada 11 | Jornada 11 | Jornada 11   | Jornada 11 | Jornada 11  | Jornada 11 |
| Local           | Resultado  | Visitante  | Estadio    | Fecha        | Hora       | Transmisión |            |
| Grupo A         | Grupo A    | Grupo A    | Grupo A    | Grupo A      | Grupo A    | Grupo A     | Grupo A    |
| --------------- | ---------- | ---------- | ---------- | ------------ | ---------- | ----------- | ---------- |
| ?               |            | ?          | Estadio    | 8 de octubre | Hora       |             |            |
| ?               |            | ?          | Estadio    | 8 de octubre | Hora       |             |            |
| ?               |            | ?          | Estadio    | 8 de octubre | Hora       |             |            |
| ?               |            | ?          | Estadio    | 8 de octubre | Hora       |             |            |
| Equipo libre:   |            |            |            |              |            |             |            |
| Grupo B         |            |            |            |              |            |             |            |
| ?               |            | ?          | Estadio    | 8 de octubre | Hora       |             |            |
| ?               |            | ?          | Estadio    | 8 de octubre | Hora       |             |            |
| ?               |            | ?          | Estadio    | 8 de octubre | Hora       |             |            |
| ?               |            | ?          | Estadio    | 8 de octubre | Hora       |             |            |
| Equipo libre:   |            |            |            |              |            |             |            |
| Total de goles: |            |            |            |              |            |             |            |

| Jornada 12      | Jornada 12 | Jornada 12 | Jornada 12 | Jornada 12    | Jornada 12 | Jornada 12  | Jornada 12 |
| Local           | Resultado  | Visitante  | Estadio    | Fecha         | Hora       | Transmisión |            |
| Grupo A         | Grupo A    | Grupo A    | Grupo A    | Grupo A       | Grupo A    | Grupo A     | Grupo A    |
| --------------- | ---------- | ---------- | ---------- | ------------- | ---------- | ----------- | ---------- |
| ?               |            | ?          | Estadio    | 12 de octubre | Hora       |             |            |
| ?               |            | ?          | Estadio    | 12 de octubre | Hora       |             |            |
| ?               |            | ?          | Estadio    | 12 de octubre | Hora       |             |            |
| ?               |            | ?          | Estadio    | 12 de octubre | Hora       |             |            |
| Equipo libre:   |            |            |            |               |            |             |            |
| Grupo B         |            |            |            |               |            |             |            |
| ?               |            | ?          | Estadio    | 12 de octubre | Hora       |             |            |
| ?               |            | ?          | Estadio    | 12 de octubre | Hora       |             |            |
| ?               |            | ?          | Estadio    | 12 de octubre | Hora       |             |            |
| ?               |            | ?          | Estadio    | 12 de octubre | Hora       |             |            |
| Equipo libre:   |            |            |            |               |            |             |            |
| Total de goles: |            |            |            |               |            |             |            |

| Jornada 13      | Jornada 13 | Jornada 13 | Jornada 13 | Jornada 13    | Jornada 13 | Jornada 13  | Jornada 13 |
| Local           | Resultado  | Visitante  | Estadio    | Fecha         | Hora       | Transmisión |            |
| Grupo A         | Grupo A    | Grupo A    | Grupo A    | Grupo A       | Grupo A    | Grupo A     | Grupo A    |
| --------------- | ---------- | ---------- | ---------- | ------------- | ---------- | ----------- | ---------- |
| ?               |            | ?          | Estadio    | 19 de octubre | Hora       |             |            |
| ?               |            | ?          | Estadio    | 19 de octubre | Hora       |             |            |
| ?               |            | ?          | Estadio    | 19 de octubre | Hora       |             |            |
| ?               |            | ?          | Estadio    | 19 de octubre | Hora       |             |            |
| Equipo libre:   |            |            |            |               |            |             |            |
| Grupo B         |            |            |            |               |            |             |            |
| ?               |            | ?          | Estadio    | 19 de octubre | Hora       |             |            |
| ?               |            | ?          | Estadio    | 19 de octubre | Hora       |             |            |
| ?               |            | ?          | Estadio    | 19 de octubre | Hora       |             |            |
| ?               |            | ?          | Estadio    | 19 de octubre | Hora       |             |            |
| Equipo libre:   |            |            |            |               |            |             |            |
| Total de goles: |            |            |            |               |            |             |            |

| Jornada 14      | Jornada 14 | Jornada 14 | Jornada 14 | Jornada 14    | Jornada 14 | Jornada 14  | Jornada 14 |
| Local           | Resultado  | Visitante  | Estadio    | Fecha         | Hora       | Transmisión |            |
| Grupo A         | Grupo A    | Grupo A    | Grupo A    | Grupo A       | Grupo A    | Grupo A     | Grupo A    |
| --------------- | ---------- | ---------- | ---------- | ------------- | ---------- | ----------- | ---------- |
| ?               |            | ?          | Estadio    | 26 de octubre | Hora       |             |            |
| ?               |            | ?          | Estadio    | 26 de octubre | Hora       |             |            |
| ?               |            | ?          | Estadio    | 26 de octubre | Hora       |             |            |
| ?               |            | ?          | Estadio    | 26 de octubre | Hora       |             |            |
| Equipo libre:   |            |            |            |               |            |             |            |
| Grupo B         |            |            |            |               |            |             |            |
| ?               |            | ?          | Estadio    | 26 de octubre | Hora       |             |            |
| ?               |            | ?          | Estadio    | 26 de octubre | Hora       |             |            |
| ?               |            | ?          | Estadio    | 26 de octubre | Hora       |             |            |
| ?               |            | ?          | Estadio    | 26 de octubre | Hora       |             |            |
| Equipo libre:   |            |            |            |               |            |             |            |
| Total de goles: |            |            |            |               |            |             |            |

| Jornada 15      | Jornada 15 | Jornada 15 | Jornada 15 | Jornada 15    | Jornada 15 | Jornada 15  | Jornada 15 |
| Local           | Resultado  | Visitante  | Estadio    | Fecha         | Hora       | Transmisión |            |
| Grupo A         | Grupo A    | Grupo A    | Grupo A    | Grupo A       | Grupo A    | Grupo A     | Grupo A    |
| --------------- | ---------- | ---------- | ---------- | ------------- | ---------- | ----------- | ---------- |
| ?               |            | ?          | Estadio    | 26 de octubre | Hora       |             |            |
| ?               |            | ?          | Estadio    | 26 de octubre | Hora       |             |            |
| ?               |            | ?          | Estadio    | 26 de octubre | Hora       |             |            |
| ?               |            | ?          | Estadio    | 26 de octubre | Hora       |             |            |
| Equipo libre:   |            |            |            |               |            |             |            |
| Grupo B         |            |            |            |               |            |             |            |
| ?               |            | ?          | Estadio    | 26 de octubre | Hora       |             |            |
| ?               |            | ?          | Estadio    | 26 de octubre | Hora       |             |            |
| ?               |            | ?          | Estadio    | 26 de octubre | Hora       |             |            |
| ?               |            | ?          | Estadio    | 26 de octubre | Hora       |             |            |
| Equipo libre:   |            |            |            |               |            |             |            |
| Total de goles: |            |            |            |               |            |             |            |

| Jornada 16      | Jornada 16 | Jornada 16 | Jornada 16 | Jornada 16    | Jornada 16 | Jornada 16  | Jornada 16 |
| Local           | Resultado  | Visitante  | Estadio    | Fecha         | Hora       | Transmisión |            |
| Grupo A         | Grupo A    | Grupo A    | Grupo A    | Grupo A       | Grupo A    | Grupo A     | Grupo A    |
| --------------- | ---------- | ---------- | ---------- | ------------- | ---------- | ----------- | ---------- |
| ?               |            | ?          | Estadio    | 26 de octubre | Hora       |             |            |
| ?               |            | ?          | Estadio    | 26 de octubre | Hora       |             |            |
| ?               |            | ?          | Estadio    | 26 de octubre | Hora       |             |            |
| ?               |            | ?          | Estadio    | 26 de octubre | Hora       |             |            |
| Equipo libre:   |            |            |            |               |            |             |            |
| Grupo B         |            |            |            |               |            |             |            |
| ?               |            | ?          | Estadio    | 26 de octubre | Hora       |             |            |
| ?               |            | ?          | Estadio    | 26 de octubre | Hora       |             |            |
| ?               |            | ?          | Estadio    | 26 de octubre | Hora       |             |            |
| ?               |            | ?          | Estadio    | 26 de octubre | Hora       |             |            |
| Equipo libre:   |            |            |            |               |            |             |            |
| Total de goles: |            |            |            |               |            |             |            |

| Jornada 9       | Jornada 9 | Jornada 9 | Jornada 9 | Jornada 9       | Jornada 9 | Jornada 9   | Jornada 9 |
| Local           | Resultado | Visitante | Estadio   | Fecha           | Hora      | Transmisión |           |
| Grupo A         | Grupo A   | Grupo A   | Grupo A   | Grupo A         | Grupo A   | Grupo A     | Grupo A   |
| --------------- | --------- | --------- | --------- | --------------- | --------- | ----------- | --------- |
| ?               |           | ?         | Estadio   | 28 de setiembre | Hora      |             |           |
| ?               |           | ?         | Estadio   | 28 de setiembre | Hora      |             |           |
| ?               |           | ?         | Estadio   | 28 de setiembre | Hora      |             |           |
| ?               |           | ?         | Estadio   | 28 de setiembre | Hora      |             |           |
| Equipo libre:   |           |           |           |                 |           |             |           |
| Grupo B         |           |           |           |                 |           |             |           |
| ?               |           | ?         | Estadio   | 28 de setiembre | Hora      |             |           |
| ?               |           | ?         | Estadio   | 28 de setiembre | Hora      |             |           |
| ?               |           | ?         | Estadio   | 28 de setiembre | Hora      |             |           |
| ?               |           | ?         | Estadio   | 28 de setiembre | Hora      |             |           |
| Equipo libre:   |           |           |           |                 |           |             |           |
| Total de goles: |           |           |           |                 |           |             |           |

| Jornada 10      | Jornada 10 | Jornada 10 | Jornada 10 | Jornada 10   | Jornada 10 | Jornada 10  | Jornada 10 |
| Local           | Resultado  | Visitante  | Estadio    | Fecha        | Hora       | Transmisión |            |
| Grupo A         | Grupo A    | Grupo A    | Grupo A    | Grupo A      | Grupo A    | Grupo A     | Grupo A    |
| --------------- | ---------- | ---------- | ---------- | ------------ | ---------- | ----------- | ---------- |
| ?               |            | ?          | Estadio    | 5 de octubre | Hora       |             |            |
| ?               |            | ?          | Estadio    | 5 de octubre | Hora       |             |            |
| ?               |            | ?          | Estadio    | 5 de octubre | Hora       |             |            |
| ?               |            | ?          | Estadio    | 5 de octubre | Hora       |             |            |
| Equipo libre:   |            |            |            |              |            |             |            |
| Grupo B         |            |            |            |              |            |             |            |
| ?               |            | ?          | Estadio    | 5 de octubre | Hora       |             |            |
| ?               |            | ?          | Estadio    | 5 de octubre | Hora       |             |            |
| ?               |            | ?          | Estadio    | 5 de octubre | Hora       |             |            |
| ?               |            | ?          | Estadio    | 5 de octubre | Hora       |             |            |
| Equipo libre:   |            |            |            |              |            |             |            |
| Total de goles: |            |            |            |              |            |             |            |

| Jornada 11      | Jornada 11 | Jornada 11 | Jornada 11 | Jornada 11   | Jornada 11 | Jornada 11  | Jornada 11 |
| Local           | Resultado  | Visitante  | Estadio    | Fecha        | Hora       | Transmisión |            |
| Grupo A         | Grupo A    | Grupo A    | Grupo A    | Grupo A      | Grupo A    | Grupo A     | Grupo A    |
| --------------- | ---------- | ---------- | ---------- | ------------ | ---------- | ----------- | ---------- |
| ?               |            | ?          | Estadio    | 8 de octubre | Hora       |             |            |
| ?               |            | ?          | Estadio    | 8 de octubre | Hora       |             |            |
| ?               |            | ?          | Estadio    | 8 de octubre | Hora       |             |            |
| ?               |            | ?          | Estadio    | 8 de octubre | Hora       |             |            |
| Equipo libre:   |            |            |            |              |            |             |            |
| Grupo B         |            |            |            |              |            |             |            |
| ?               |            | ?          | Estadio    | 8 de octubre | Hora       |             |            |
| ?               |            | ?          | Estadio    | 8 de octubre | Hora       |             |            |
| ?               |            | ?          | Estadio    | 8 de octubre | Hora       |             |            |
| ?               |            | ?          | Estadio    | 8 de octubre | Hora       |             |            |
| Equipo libre:   |            |            |            |              |            |             |            |
| Total de goles: |            |            |            |              |            |             |            |

| Jornada 12      | Jornada 12 | Jornada 12 | Jornada 12 | Jornada 12    | Jornada 12 | Jornada 12  | Jornada 12 |
| Local           | Resultado  | Visitante  | Estadio    | Fecha         | Hora       | Transmisión |            |
| Grupo A         | Grupo A    | Grupo A    | Grupo A    | Grupo A       | Grupo A    | Grupo A     | Grupo A    |
| --------------- | ---------- | ---------- | ---------- | ------------- | ---------- | ----------- | ---------- |
| ?               |            | ?          | Estadio    | 12 de octubre | Hora       |             |            |
| ?               |            | ?          | Estadio    | 12 de octubre | Hora       |             |            |
| ?               |            | ?          | Estadio    | 12 de octubre | Hora       |             |            |
| ?               |            | ?          | Estadio    | 12 de octubre | Hora       |             |            |
| Equipo libre:   |            |            |            |               |            |             |            |
| Grupo B         |            |            |            |               |            |             |            |
| ?               |            | ?          | Estadio    | 12 de octubre | Hora       |             |            |
| ?               |            | ?          | Estadio    | 12 de octubre | Hora       |             |            |
| ?               |            | ?          | Estadio    | 12 de octubre | Hora       |             |            |
| ?               |            | ?          | Estadio    | 12 de octubre | Hora       |             |            |
| Equipo libre:   |            |            |            |               |            |             |            |
| Total de goles: |            |            |            |               |            |             |            |

| Jornada 13      | Jornada 13 | Jornada 13 | Jornada 13 | Jornada 13    | Jornada 13 | Jornada 13  | Jornada 13 |
| Local           | Resultado  | Visitante  | Estadio    | Fecha         | Hora       | Transmisión |            |
| Grupo A         | Grupo A    | Grupo A    | Grupo A    | Grupo A       | Grupo A    | Grupo A     | Grupo A    |
| --------------- | ---------- | ---------- | ---------- | ------------- | ---------- | ----------- | ---------- |
| ?               |            | ?          | Estadio    | 19 de octubre | Hora       |             |            |
| ?               |            | ?          | Estadio    | 19 de octubre | Hora       |             |            |
| ?               |            | ?          | Estadio    | 19 de octubre | Hora       |             |            |
| ?               |            | ?          | Estadio    | 19 de octubre | Hora       |             |            |
| Equipo libre:   |            |            |            |               |            |             |            |
| Grupo B         |            |            |            |               |            |             |            |
| ?               |            | ?          | Estadio    | 19 de octubre | Hora       |             |            |
| ?               |            | ?          | Estadio    | 19 de octubre | Hora       |             |            |
| ?               |            | ?          | Estadio    | 19 de octubre | Hora       |             |            |
| ?               |            | ?          | Estadio    | 19 de octubre | Hora       |             |            |
| Equipo libre:   |            |            |            |               |            |             |            |
| Total de goles: |            |            |            |               |            |             |            |

| Jornada 14      | Jornada 14 | Jornada 14 | Jornada 14 | Jornada 14    | Jornada 14 | Jornada 14  | Jornada 14 |
| Local           | Resultado  | Visitante  | Estadio    | Fecha         | Hora       | Transmisión |            |
| Grupo A         | Grupo A    | Grupo A    | Grupo A    | Grupo A       | Grupo A    | Grupo A     | Grupo A    |
| --------------- | ---------- | ---------- | ---------- | ------------- | ---------- | ----------- | ---------- |
| ?               |            | ?          | Estadio    | 26 de octubre | Hora       |             |            |
| ?               |            | ?          | Estadio    | 26 de octubre | Hora       |             |            |
| ?               |            | ?          | Estadio    | 26 de octubre | Hora       |             |            |
| ?               |            | ?          | Estadio    | 26 de octubre | Hora       |             |            |
| Equipo libre:   |            |            |            |               |            |             |            |
| Grupo B         |            |            |            |               |            |             |            |
| ?               |            | ?          | Estadio    | 26 de octubre | Hora       |             |            |
| ?               |            | ?          | Estadio    | 26 de octubre | Hora       |             |            |
| ?               |            | ?          | Estadio    | 26 de octubre | Hora       |             |            |
| ?               |            | ?          | Estadio    | 26 de octubre | Hora       |             |            |
| Equipo libre:   |            |            |            |               |            |             |            |
| Total de goles: |            |            |            |               |            |             |            |

| Jornada 15      | Jornada 15 | Jornada 15 | Jornada 15 | Jornada 15    | Jornada 15 | Jornada 15  | Jornada 15 |
| Local           | Resultado  | Visitante  | Estadio    | Fecha         | Hora       | Transmisión |            |
| Grupo A         | Grupo A    | Grupo A    | Grupo A    | Grupo A       | Grupo A    | Grupo A     | Grupo A    |
| --------------- | ---------- | ---------- | ---------- | ------------- | ---------- | ----------- | ---------- |
| ?               |            | ?          | Estadio    | 26 de octubre | Hora       |             |            |
| ?               |            | ?          | Estadio    | 26 de octubre | Hora       |             |            |
| ?               |            | ?          | Estadio    | 26 de octubre | Hora       |             |            |
| ?               |            | ?          | Estadio    | 26 de octubre | Hora       |             |            |
| Equipo libre:   |            |            |            |               |            |             |            |
| Grupo B         |            |            |            |               |            |             |            |
| ?               |            | ?          | Estadio    | 26 de octubre | Hora       |             |            |
| ?               |            | ?          | Estadio    | 26 de octubre | Hora       |             |            |
| ?               |            | ?          | Estadio    | 26 de octubre | Hora       |             |            |
| ?               |            | ?          | Estadio    | 26 de octubre | Hora       |             |            |
| Equipo libre:   |            |            |            |               |            |             |            |
| Total de goles: |            |            |            |               |            |             |            |

| Jornada 16      | Jornada 16 | Jornada 16 | Jornada 16 | Jornada 16    | Jornada 16 | Jornada 16  | Jornada 16 |
| Local           | Resultado  | Visitante  | Estadio    | Fecha         | Hora       | Transmisión |            |
| Grupo A         | Grupo A    | Grupo A    | Grupo A    | Grupo A       | Grupo A    | Grupo A     | Grupo A    |
| --------------- | ---------- | ---------- | ---------- | ------------- | ---------- | ----------- | ---------- |
| ?               |            | ?          | Estadio    | 26 de octubre | Hora       |             |            |
| ?               |            | ?          | Estadio    | 26 de octubre | Hora       |             |            |
| ?               |            | ?          | Estadio    | 26 de octubre | Hora       |             |            |
| ?               |            | ?          | Estadio    | 26 de octubre | Hora       |             |            |
| Equipo libre:   |            |            |            |               |            |             |            |
| Grupo B         |            |            |            |               |            |             |            |
| ?               |            | ?          | Estadio    | 26 de octubre | Hora       |             |            |
| ?               |            | ?          | Estadio    | 26 de octubre | Hora       |             |            |
| ?               |            | ?          | Estadio    | 26 de octubre | Hora       |             |            |
| ?               |            | ?          | Estadio    | 26 de octubre | Hora       |             |            |
| Equipo libre:   |            |            |            |               |            |             |            |
| Total de goles: |            |            |            |               |            |             |            |

## Fase final

### Cuadro de desarrollo
|  | Cuartos de final                               | Cuartos de final                               | Cuartos de final                               | Cuartos de final                               | Cuartos de final                               |  |  | Semifinales                                   | Semifinales                                   | Semifinales                                   | Semifinales                                   | Semifinales                                   |  |  | Final                                          | Final                                          | Final                                          | Final                                          | Final                                          |  |
|  | 23 de noviembre (ida) 26 de noviembre (vuelta) | 23 de noviembre (ida) 26 de noviembre (vuelta) | 23 de noviembre (ida) 26 de noviembre (vuelta) | 23 de noviembre (ida) 26 de noviembre (vuelta) | 23 de noviembre (ida) 26 de noviembre (vuelta) |  |  | 30 de noviembre (ida) 7 de diciembre (vuelta) | 30 de noviembre (ida) 7 de diciembre (vuelta) | 30 de noviembre (ida) 7 de diciembre (vuelta) | 30 de noviembre (ida) 7 de diciembre (vuelta) | 30 de noviembre (ida) 7 de diciembre (vuelta) |  |  | 14 de diciembre (ida) 21 de diciembre (vuelta) | 14 de diciembre (ida) 21 de diciembre (vuelta) | 14 de diciembre (ida) 21 de diciembre (vuelta) | 14 de diciembre (ida) 21 de diciembre (vuelta) | 14 de diciembre (ida) 21 de diciembre (vuelta) |  |
|  |                                                |                                                |                                                |                                                |                                                |  |  |                                               |                                               |                                               |                                               |                                               |  |  |                                                |                                                |                                                |                                                |                                                |  |
|  |                                                |                                                |                                                |                                                |                                                |  |  |                                               |                                               |                                               |                                               |                                               |  |  |                                                |                                                |                                                |                                                |                                                |  |
|  | 1°A                                            |                                                |                                                |                                                |                                                |  |  |                                               |                                               |                                               |                                               |                                               |  |  |                                                |                                                |                                                |                                                |                                                |  |
|  |                                                |                                                |                                                |                                                |                                                |  |  |                                               |                                               |                                               |                                               |                                               |  |  |                                                |                                                |                                                |                                                |                                                |  |
|  | 4°B                                            |                                                |                                                |                                                |                                                |  |  |                                               |                                               |                                               |                                               |                                               |  |  |                                                |                                                |                                                |                                                |                                                |  |
|  |                                                | C1                                             |                                                |                                                |                                                |  |  |                                               |                                               |                                               |                                               |                                               |  |  |                                                |                                                |                                                |                                                |                                                |  |
|  |                                                |                                                |                                                |                                                |                                                |  |  |                                               |                                               |                                               |                                               |                                               |  |  |                                                |                                                |                                                |                                                |                                                |  |
|  |                                                |                                                | C3                                             |                                                |                                                |  |  |                                               |                                               |                                               |                                               |                                               |  |  |                                                |                                                |                                                |                                                |                                                |  |
|  | 2°B                                            |                                                |                                                |                                                |                                                |  |  |                                               |                                               |                                               |                                               |                                               |  |  |                                                |                                                |                                                |                                                |                                                |  |
|  |                                                |                                                |                                                |                                                |                                                |  |  |                                               |                                               |                                               |                                               |                                               |  |  |                                                |                                                |                                                |                                                |                                                |  |
|  | 3°A                                            |                                                |                                                |                                                |                                                |  |  |                                               |                                               |                                               |                                               |                                               |  |  |                                                |                                                |                                                |                                                |                                                |  |
|  |                                                |                                                |                                                |                                                |                                                |  |  |                                               | F1                                            |                                               |                                               |                                               |  |  |                                                |                                                |                                                |                                                |                                                |  |
|  |                                                |                                                |                                                |                                                |                                                |  |  |                                               |                                               |                                               |                                               |                                               |  |  |                                                |                                                |                                                |                                                |                                                |  |
|  |                                                |                                                | F2                                             |                                                |                                                |  |  |                                               |                                               |                                               |                                               |                                               |  |  |                                                |                                                |                                                |                                                |                                                |  |
|  | 2°A                                            |                                                |                                                |                                                |                                                |  |  |                                               |                                               |                                               |                                               |                                               |  |  |                                                |                                                |                                                |                                                |                                                |  |
|  |                                                |                                                |                                                |                                                |                                                |  |  |                                               |                                               |                                               |                                               |                                               |  |  |                                                |                                                |                                                |                                                |                                                |  |
|  | 3°B                                            |                                                |                                                |                                                |                                                |  |  |                                               |                                               |                                               |                                               |                                               |  |  |                                                |                                                |                                                |                                                |                                                |  |
|  |                                                | C2                                             |                                                |                                                |                                                |  |  |                                               |                                               |                                               |                                               |                                               |  |  |                                                |                                                |                                                |                                                |                                                |  |
|  |                                                |                                                |                                                |                                                |                                                |  |  |                                               |                                               |                                               |                                               |                                               |  |  |                                                |                                                |                                                |                                                |                                                |  |
|  |                                                |                                                | C4                                             |                                                |                                                |  |  |                                               |                                               |                                               |                                               |                                               |  |  |                                                |                                                |                                                |                                                |                                                |  |
|  | 1°B                                            |                                                |                                                |                                                |                                                |  |  |                                               |                                               |                                               |                                               |                                               |  |  |                                                |                                                |                                                |                                                |                                                |  |
|  |                                                |                                                |                                                |                                                |                                                |  |  |                                               |                                               |                                               |                                               |                                               |  |  |                                                |                                                |                                                |                                                |                                                |  |
|  | 4°A                                            |                                                |                                                |                                                |                                                |  |  |                                               |                                               |                                               |                                               |                                               |  |  |                                                |                                                |                                                |                                                |                                                |  |
|  |                                                |                                                |                                                |                                                |                                                |  |  |                                               |                                               |                                               |                                               |                                               |  |  |                                                |                                                |                                                |                                                |                                                |  |
|  |                                                |                                                |                                                |                                                |                                                |  |  |                                               |                                               |                                               |                                               |                                               |  |  |                                                |                                                |                                                |                                                |                                                |  |

### Cuartos de final

#### Clasificado 1 - Clasificado 2
|  |  | vs. |  |             |
|  |  |     |  | Árbitro(s): |

|  |  | vs. |  |             |
|  |  |     |  | Árbitro(s): |

#### Clasificado 3 - Clasificado 4
|  |  | vs. |  |             |
|  |  |     |  | Árbitro(s): |

|  |  | vs. |  |             |
|  |  |     |  | Árbitro(s): |

#### Clasificado 5 - Clasificado 6
|  |  | vs. |  |             |
|  |  |     |  | Árbitro(s): |

|  |  | vs. |  |             |
|  |  |     |  | Árbitro(s): |

#### Clasificado 7 - Clasificado 8
|  |  | vs. |  |             |
|  |  |     |  | Árbitro(s): |

|  |  | vs. |  |             |
|  |  |     |  | Árbitro(s): |

### Semifinales

#### Semifinal 1
|  |  | vs. |  |             |
|  |  |     |  | Árbitro(s): |

|  |  | vs. |  |             |
|  |  |     |  | Árbitro(s): |

#### Semifinal 2
|  |  | vs. |  |             |
|  |  |     |  | Árbitro(s): |

|  |  | vs. |  |             |
|  |  |     |  | Árbitro(s): |

### Final

#### Final
|  |  | vs. |  |             |
|  |  |     |  | Árbitro(s): |

|  |  | vs. |  |             |
|  |  |     |  | Árbitro(s): |

|                       |
| Campeón Apertura 2025 |

## Estadísticas

### Máximos goleadores
Lista con los máximos goleadores de la competencia.
Datos actualizados a 16 de enero de 2024 y según página oficial.
| Núm. | Jugador | Equipo | Goles |
| ---- | ------- | ------ | ----- |
| 1.º  | Nombre  | Equipo |       |
| 2.º  | Nombre  | Equipo |       |